# Доксурі (тайфун)
Тайфун «Доксурі» (англ. Typhoon Doksuri) також відомий як Супертайфун Егай (англ. Super Typhoon Egay)  — потужний, смертоносний і руйнівний тропічний циклон який став найдорожчим тайфуном, який вразив Китай за всю історію спостережень, найсильніший тайфун, який вразив провінцію Фуцзянь після тайфуну Меранті в 2016 році, і є найпотужнішим тайфуном який вдарив по провінції з моменту початку ведення записів в 1950 році. Доксурі завдав значної шкоди на Філіппінах, Тайвані, Китаї та В'єтнамі наприкінці липня 2023 року. Назва «Доксурі» корейською мовою означає «орел».
Доксурі залишив за собою слід серйозних руйнувань. Тайфун забрав життя 137 осіб і 285 осіб отримали поранення, у тому числі 27 людей на борту MB Aya Express, які загинули внаслідок перекидання катера. Повідомляється про повені в 9 із 17 регіонів Філіппін, які вплинули на понад 2 мільйони людей і вимагали евакуації понад 300 000 осіб. Потім тайфун обрушився на Тайвань, де близько 150 000 людей залишилися без електрики. Від нього постраждали понад 724 600 людей і 262,3 га (648 акрів) сільськогосподарських угідь у південно-східній китайській провінції Фуцзянь; Пошкоджено 44 будинки, повністю зруйновано 178 будинків.
У Фуцзяні кількість опадів встановила рекорди за 24 години, включаючи накопичення понад 648 мм (25,5 дюйма). Проливні дощі вплинули на багато районів, а накопичення в Сямень, Цюаньчжоу та Путянь досягло 50 мм (2,0 дюйма). Залишки шторму спричинили сильні опади в Пекіні. Залишок випав до 744,8 мм (29,32 дюйма) опадів у водосховищі Ванцзяюань в районі Чанпін, причому Доксурі встановив максимальний рекорд кількості опадів з початку ведення записів за часів династії Цін у 1883 році. Загалом Доксурі спричинив збитки на суму 15,4 мільярда доларів. у чотирьох країнах, які постраждали від тайфуну.